# 짜오프라야강
짜오프라야강(태국어: แม่น้ำเจ้าพระยา 매남 짜오프라야[*])은 태국 방콕을 가로 질러 흐르는, 태국에서 가장 큰 강이다. 북부 산지에서 발원하여, 남쪽으로 365 km 이상을 흘러 방콕을 통과하여 타이만으로 흘러들어 간다. 전체 길이는 1,200km이며, 160,000 km2의 용수량을 가지고 있다. 메남강으로도 불린다. 이 강은 태국 최대의 곡창 지대를 관통한다.

## 어원
유럽에서 제작된 오래된 지도에는 메남(Menam 또는 Mae Nam, 태국어: แม่น้ำ)으로 표기되어 있다. 이것은 태국어로 '강'을 가리키는 말이다. (태국어로 '메' 또는 '매'는 '어머니'를 뜻하며, '남'은 '물'을 뜻한다.) 당시 태국 정부의 심의관으로 활동했던 영국 왕립지리학회의 제임스 매카시는 다음과 같이 기술했다.
"메남은 일반적인 용어다. Me는 어머니를 뜻하고 Nam은 물을 뜻한다. 그리고 덧붙인 Chao P'ia는 이 강이 태국의 모든 강 중 최고임을 뜻한다."
당시 태국의 관등 명칭에 비춰보았을 때 '짜오프라야'라는 명칭은 대공으로 번역될 수 있다. 태국에 있는 영어 미디어에서 이 강은 종종 "왕의 강"으로도 번역된다. 오늘날의 연구에서 "짜오프라야"라는 말은 라따나꼬신 시대에 이르러서야 사료에서 나타난다. 그 당시에 현지에 살던 사람들 사이에서는 "메남"이라는 말이 이미 사용되었음을 유럽의 사료들에게서 알 수 있다.

## 지리
짜오프라야강은 나콘사완주의 난강과 핑강이 교차하는 지점의 중앙 평원 지대의 나콘 사완(빡 남 포로 불리기도 함)에서 시작된다. 짜오프라야강의 수량을 조절하는 지류는 핑강이다. 짜오프라야강은 160,000 km2의 용수량을 가지는 큰 강이다.

## 게이게이교통
짜오프라야강은 물자나 인력이 이동하는 교통의 대동맥이다. 쌀가마를 잔뜩 실은 바지선, 과일이나 야채를 실은 아주 작은 보트, 다양한 페리들이 강 위를 쉴새없이 움직인다. 이 강을 구경하는 가장 쉽고 값싼 방법은 짜오프라야 익스프레스에 올라타는 것이다. 강의 부두마다 건너편으로 가는 나룻배도 있다. 긴 꼬리 보트도 아주 많은데, 이 보트는 버스로 이용할 수도 있고, 특별히 전세를 내면 도시의 클롱들을 탐사하는데 이용할 수도 있다. :68

### 주요 다리

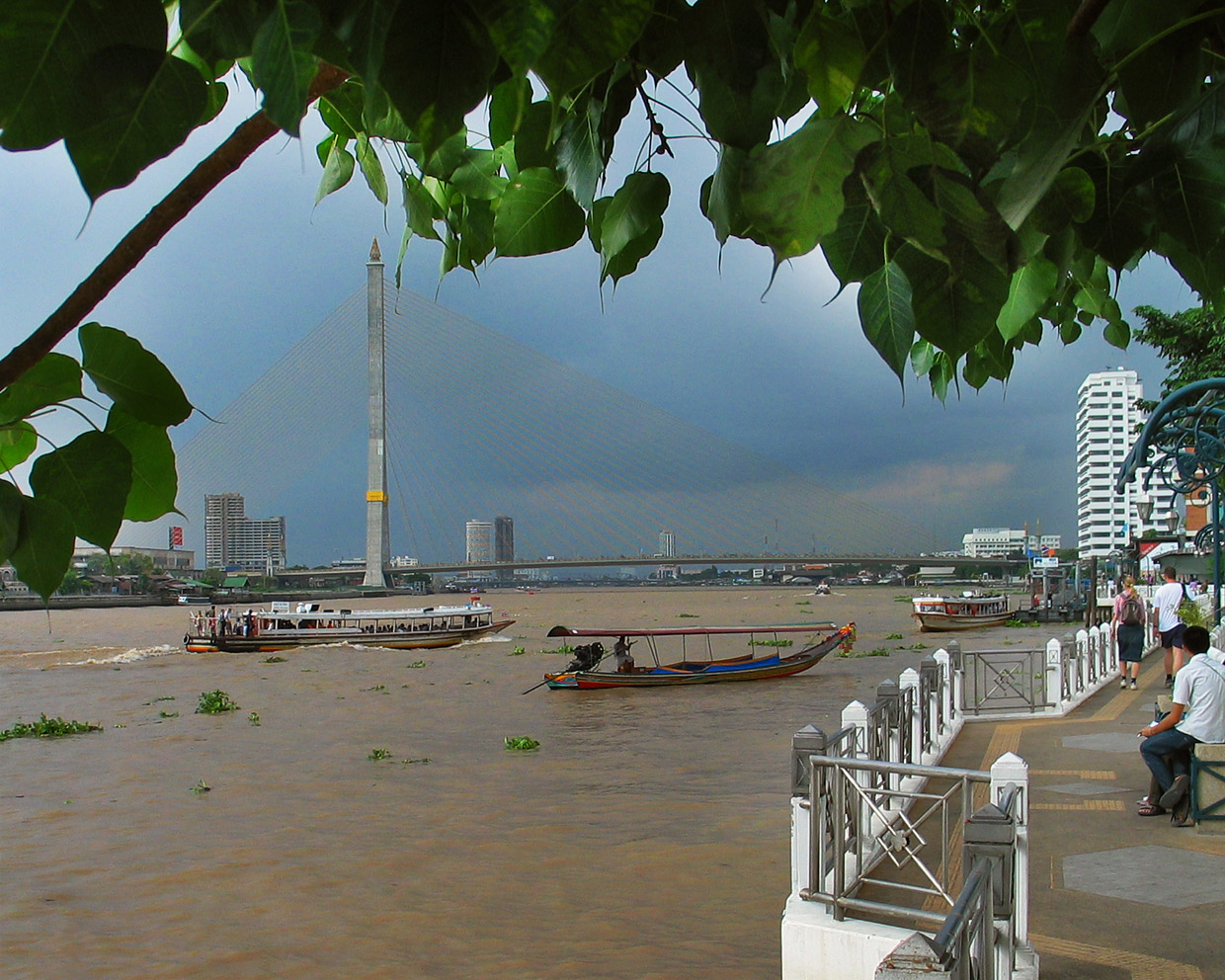
라마 8세 다리 주변

방콕의 짜오프라야강을 지나가는 주요 다리는 다음과 같다.
- 라마 6세: 남선 철도 - 도로 겸용
- 프라 삔 끌라오: 왕궁 근처의 다리
- 라마 9세: 반 현수교
- 메가교: 공업 단지 도로의 일부

## 짜오프라야 분지
짜오프라야 분지는 지류에 의한 것이 아니라 짜오프라야강 자체에 의한 짜오프라야 수로의 일부로 정의된다. 이와 같이 짜오프라야 분지는 20,126km2의 토지에 배수를 한다.

## 짜오프라야 삼각주
타찐강(타친강)은 짜오프라야강의 주요 지류이다. 넓게 펼쳐진 짜오프라야와 타친강 그리고 그 지류는 지류가 분기되는 곳에서 시작하여 중앙부와 바깥에서 형성된 지류에 의해서 삼각주 중간에서 합류하여, 짜오프라야 삼각주를 형성한다. 짜오프라야 삼각주의 많은 지류는 수로로 연결되어 관계와 교통로의 역할을 한다.

## 같이 보기
- 차오프라야 메기: 짜오프라야강에 살고 있는 메기
- 아이콘시암(Iconsiam)
- 태국의 수로